# Ignacio Maloyan
Ignacio Maloyan (Mardin, Turquía, 19 de abril de 1869 - Diyarbakır, Turquía, 11 de junio de 1915) fue un obispo, mártir y beato de la Iglesia católica armenia, sacrificado junto con un número de cristianos perseguidos por su fe, que ofrecieron su sangre, por no haber querido abrazar otra religión, durante el genocidio armenio, por obra de la persecución a los cristianos, y miembros del decadente Imperio Otomano.

## Trayectoria
Nacido bajo el nombre de Choukrallah, fue hijo de Melkon y Faridé. Desde joven tuvo afición por asuntos religiosos y a los 14 años fue enviado por el entonces párroco de Mardin, el padre Joseph Tchérian al convento y seminario de Bzoummar en Líbano. Ingresó al seminario para realizar sus estudios sacerdotales mismos que terminó en 1896, y 24 de junio, día dedicado al Sagrado Corazón de Jesús, fue ordenado sacerdote, donde de inmediato pasó a ser miembro del Instituto de Bzommar y adoptó el nombre de Ignacio en memoria del famoso mártir Ignacio de Antioquía.
Los años subsiguientes y hasta 1910, el padre Ignacio fue nombrado párroco en Alejandría y El Cairo Egipto, donde aprendió francés, inglés y hebreo y una buena reputación se propagó rápidamente.
El Patriarca Boghos Bedros XII Sabbaghian lo nombró como su asistente en 1904. El Patriarca Sabbaghian envió al Padre Ignacio Maloyan para apoyar al anciano arzobispo de Mardin Houssig Gulia y apoyarlo a restablecer el orden de la diócesis de Mardin en un estado de anarquía y destrozada, y se hizo cargo de sus nuevas funciones y planeó la renovación fomentando especialmente la devoción al Sagrado Corazón. El 22 de octubre de 1911, los Obispos del Sínodo reunido en Roma eligen al Padre Ignacio como Arzobispo de Mardin. La estima y el aprecio que recibió le valieron también una condecoración que le concedió el sultán Mohammed V.

## El inicio del genocidio
Tras el estallido de la Primera Guerra Mundial, Turquía, que fueron aliados de Alemania, comenzaron a perseguir y hostigar a los armenios y a soportar sufrimientos inenarrables. El 24 de abril de 1915 inició una campaña de exterminio contra los armenios. 
El 30 de abril de 1915, los soldados turcos irrumpieron en el episcopado Católico Armenio bajo la acusación de posesión de armas por lo que revisan, secuestran documentos y destruyen las instalaciones religiosas. A principios de mayo, se reunieron el Obispo y sus sacerdotes, él les informó de la situación peligrosa que se veía venir por lo que el obispo realiza un llamado al pueblo a mantener la fe, mediante la difusión de un testamento espiritual de profesión de fe de la Iglesia Católica y un acto de lealtad al gobierno legalmente constituido a las iglesias en Mardin, ante la amenaza de persecución contra los cristianos.
El 3 de junio de 1915, el día de la celebración de jueves de Corpus los soldados turcos arrestan al Obispo Maloyan quien es arrastrado con cadenas y lo confinan en una celda. Al día siguiente, 27 miembros del clero católico armenio y 662 laicos fueron capturados y encerrados.

## El martirio
De inmediato el obispo es llevado a juicio, donde el jefe de la policía, Mamdooh Bek, pidió por tres veces al Obispo Maloyan convertirse al Islam con la promesa dela libertad inmediata. El obispo respondió «No importa que me cortéis en pedazos, no renegaré de cristo y su Iglesia». El buen pastor le dijo que estaba dispuesto a sufrir todo tipo de malos tratos e incluso la muerte y en esta estaría su felicidad.
Mamdooh Bek le golpeó en la cabeza con la parte trasera de su pistola y ordenó que le pusieran tras las rejas. Los soldados le encadenaron los pies y las manos, lo arrojaron sobre el suelo y le golpearon sin piedad. Con cada golpe, al Obispo se le escuchó decir "Oh Señor, ten piedad de mí, oh Señor, dame fuerza", y pidió a los sacerdotes presentes la absolución. Por eso, los soldados volvieron a golpearle y le arrancaron las uñas de los pies.
El 9 de junio, su madre lo visitó y lloró por su estado. El valiente Obispo la alentó. El 10 de junio, los soldados reunieron subieron a los condenados, en camiones donde el convoy militar tomó la ruta del desierto, hacia sitios de trabajos forzados. El Obispo alentó a sus feligreses a permanecer firmes en su fe. Luego, se arrodillaron y el oró a Dios que los ayude a aceptar el martirio con paciencia y coraje. Los sacerdotes concedieron a los creyentes la absolución. El Obispo celebró la Eucaristía, tomó un trozo de pan, lo bendijo, recitó las palabras como celebrante y lo dio a sus sacerdotes para distribuir entre la población.
Uno de los soldados, testigo ocular, relató esta escena: "A esa hora, vi una nube que cubría a los prisioneros y de todos lados se emitía un aroma perfumado. Había una mirada de alegría y serenidad en sus rostros". Como todos los que van a morir por amor a Jesús.
Bajaron a los condenados, desnudos, hambrientos y encadenados, los hicieron caminar dos horas a pie, y los iban ejecutando en pequeños grupos.
El 11 de junio, en la aldea de Kara-Kenpru, cerca de Amida, Turquía, los soldados ejecutaron y los mataron otro grupo de condenados ante los ojos del Obispo. Luego de la matanza llegó el turno del obispo Maloyan. Mamdooh Bek pidió por última vez a Maloyan de convertirse al Islam. El soldado de Cristo contestó: "Yo he dicho que voy a vivir y morir por la causa de mi fe y la religión; me enorgullezco en la cruz de mi Dios y Señor". Mamdooh se enfadó mucho, le apuntó con su pistola y disparó a Maloyan de 46 años. Antes que él respirara su último aliento gritó en voz alta: "Dios mío, ten piedad de mí; en tus manos encomiendo mi espíritu". El calvario de los católicos armenios continuó donde su madre y hermano también fueron masacrados por su fe.

## Beatificación y canonización
Ignacio Maloyan fue beatificado el 7 de octubre de 2001 por el papa Juan Pablo II. Su memoria como beato, obispo y mártir, se celebra el 2.º sábado de Pentecostés. El 28 de marzo de 2025 el papa Francisco aprobó su canonización. El 13 de junio siguiente, en el primer consistorio ordinario público del papa León XIV, se decretó que sería canonizado el 19 de octubre de 2025 con otros seis beatos.